# Α-溴苯乙酮
α-溴苯乙酮是一种有机化合物，示性式为PhC(O)CH2Br (Ph:苯基)。这种无色固体是一种强大的催泪剂，也是製備其他有机化合物的有用前体。
此化合物可由苯乙酮溴化制得： 
{\displaystyle {\ce {PhC(O)CH3 +Br2 -> PhC(O)CH2Br + HBr}}}
化合物的發現及製備於1871年首次報導。